# Socijalni konzervativizam
Socijalni konzervativizam je društveno-politička filozofija koja se zalaže za očuvanje i zaštitu društveno tradicionalnih vrijednosti i običaja. Socijalni konzervativci se u kontekstu Zapadne kulture većinom smještaju u politički spektar desnog krila dok se u ostatku svijeta mogu nalaziti s obje strane političkog spektra. Pošto je riječ o društvenoj filozofiji, socijalni konzervatizam nema jedinstvenu ekonomsku politiku. Neki se zalažu za državni intervencionizam te jaču ulogu države u ekonomskim problemima dok drugi pridodaju veći značaj slobodnom tržištu i manjoj ulozi države u ekonomskim problemima.
Neke ključne vrijednosti za koje se socijalni konzervativci zalažu su:
- Očuvanje obitelji kao temelja društva te borbu za interese same obitelji
- Promicanje ponosa na nacionalni identitet
- Borbu za nacionalne interese
- Očuvanje nacionalne/regionalne kulture i običaja